# ليندا برل
ليندا برل (بالإنجليزية: Linda Purl)‏ هي ممثلة أمريكية، ولدت في 2 سبتمبر 1955 في الولايات المتحدة.

## أعمال

### مسلسلات
- أيام سعيدة
- الناجي المعين
- ربات بيوت يائسات
- عقول إجرامية
- ماتلوك

## وصلات خارجية
- ليندا برل على موقع IMDb (الإنجليزية)
- ليندا برل على موقع ألو سيني (الفرنسية)
- ليندا برل على موقع أول موفي (الإنجليزية)
- ليندا برل على موقع قاعدة بيانات برودواي على الإنترنت (الإنجليزية)
- ليندا برل على موقع قاعدة بيانات الأفلام السويدية (السويدية)
- ليندا برل على موقع إن إن دي بي (الإنجليزية)
- ليندا برل على موقع ديسكوغز (الإنجليزية)
- ليندا برل على موقع قاعدة بيانات الفيلم (الإنجليزية)
- ليندا برل على موقع كينوبويسك (الروسية)